# Андрей Мрий
Андрей Мрий (справжнє ім'я Андрэй Шашалевіч;  13 вересня 1893, с. Палуж, Чериковський повіт, Могильовська губернія, Російська імперія (нині — Могильовська область, Білорусь) — 8 жовтня 1943, Мурманська область, РСФСР) — білоруський прозаїк, журналіст.

## Біографія
Народився в селі Палуж, за іншими відомостями в селі Довгавичі Чериківського повіту Могилевської губернії, нині — Краснопільський район. Брат драматурга Василя Шашалевича. Походив з родини волосного писаря Антона і Єфросинії Шашалевичів.. В родині було п'ятеро дітей: Антоніна, Андрей, Анастасія, Василь, Оксинья. Бацька пісьменьніка памёр у 1902 годзеі мати залишилася одна з п'ятьма дітьми (молодшій доньці було 2 роки). Мати робила все, щоб вивчити дітейМаленький Андрій рано полюбив музику, навчився грати на віолончелі і разом з братом не раз давав концерти для односельців . Василь Шашалевич, брат Андрія, відомий білоруський драматург, автор ряду оригінальних, сміливих за задумом п'єс, розділив трагічну долю брата, був засуджений в 1936 році й загинув у ГУЛАГу у 1941 році заживо згорів у Томасінглагері.
Закінчив духовне училище і Могилевську духовну семінарію (1914). Продовжував навчання в Київській духовній академії. З третього курсу (1916) мобілізований в школу прапорщиків. Через 4 місяці відправлений на фронт в 94-й Єнисейський полк. З 1918 до 1921 року в армії, командир роти. Однак його військова кар'єра досить швидко закінчилася. Мрий захворів на тиф і після хвороби був направлений на Західний фронт, звідки в 1921 був демобілізований. У 1921–1926 рр. вчителював у містечку Краснопілля (викладав історію і французьку мову).
У 1923 році молодий учитель історії разом з братом і зятем створюють перший в районі народний театр. На його пробудження як особистості, громадянина, патріота, а потім і письменника найбільший вплив зробило укрупнення Білорусі, в результаті чого республіці в 1924 році були повернені переважно етнічно білоруські території колишніх Вітебської і Могильовської губерній. Серед приєднаних територій було і Краснопілля. Це дало поштовх творчим силам, пробудило у людей потяг до рідної мови, культури, історії. У той же час Мрий активно включається в краєзнавчу роботу, якою тоді була охоплена вся республіка, і починає співпрацювати з журналом «Наш край» — органом центрального бюро краєзнавства . У 1926 році письменник переїхав до Мінська, де почав працювати інструктором в Центральному бюро краєзнавства. У літературній столиці він застав досить напружену обстановку у зв'язку з розколом літературного об'єднання «Маладняк».
26 травня 1929 року на чергових щорічних зборах літературно-мистецького об'єднання «Узвышша» Андрея Мрия, як і його молодшого брата Василя, взяли в члени об'єднання .
У 1934 році Мрий жив у Мінську, де працював у Бюро Краєзнавства, а також в термінологічній комісії. Потым пачаў працаваць у газэце «Звязда».

### Репресії
В ніч з 21 на 22 лютого 1934 року в Мінську за адресою Столбцовський провулок, будинок 6, кв. 1 Андрей Мрий був заарештований. Під час арешту були присутні дружина Софія Зикова, і діти - Юрій (5 років) і Артур (3 роки).
26 березня 1934 року засуджений «трійкою» на 5 років позбавлення волі і етапований в Карагандинський ВТТ. Після подачі апеляції Генеральному прокурору СРСР 21 листопада 1934 року термін позбавлення волі змінений: три роки заслання у  Вологду, потім у Вельськ, де працював бухгалтером на грудень 1937 року. На початку 1938 року приїхав у Мурманськ, вчителював у одній з середніх шкіл.
Знову заарештований 2 червня 1940 року за новим обвинуваченням «за участь в антирадянській організації». Засуджений (через десять днів) на 5 років позбавлення волі. Покарання відбував у Караганді, у Вологодській і Мурманській областях. На засланні продовжував літературну діяльність, написав роман з табірного життя «Живий дім». 1 березня 1943 року медичною комісією визнаний інвалідом і відправлений вмирати додому. Помер в Мурманській області. За деякими відомостями убитий рецидивістами в потязі. Реабілітований 6 січня 1961 року.

## Творчість

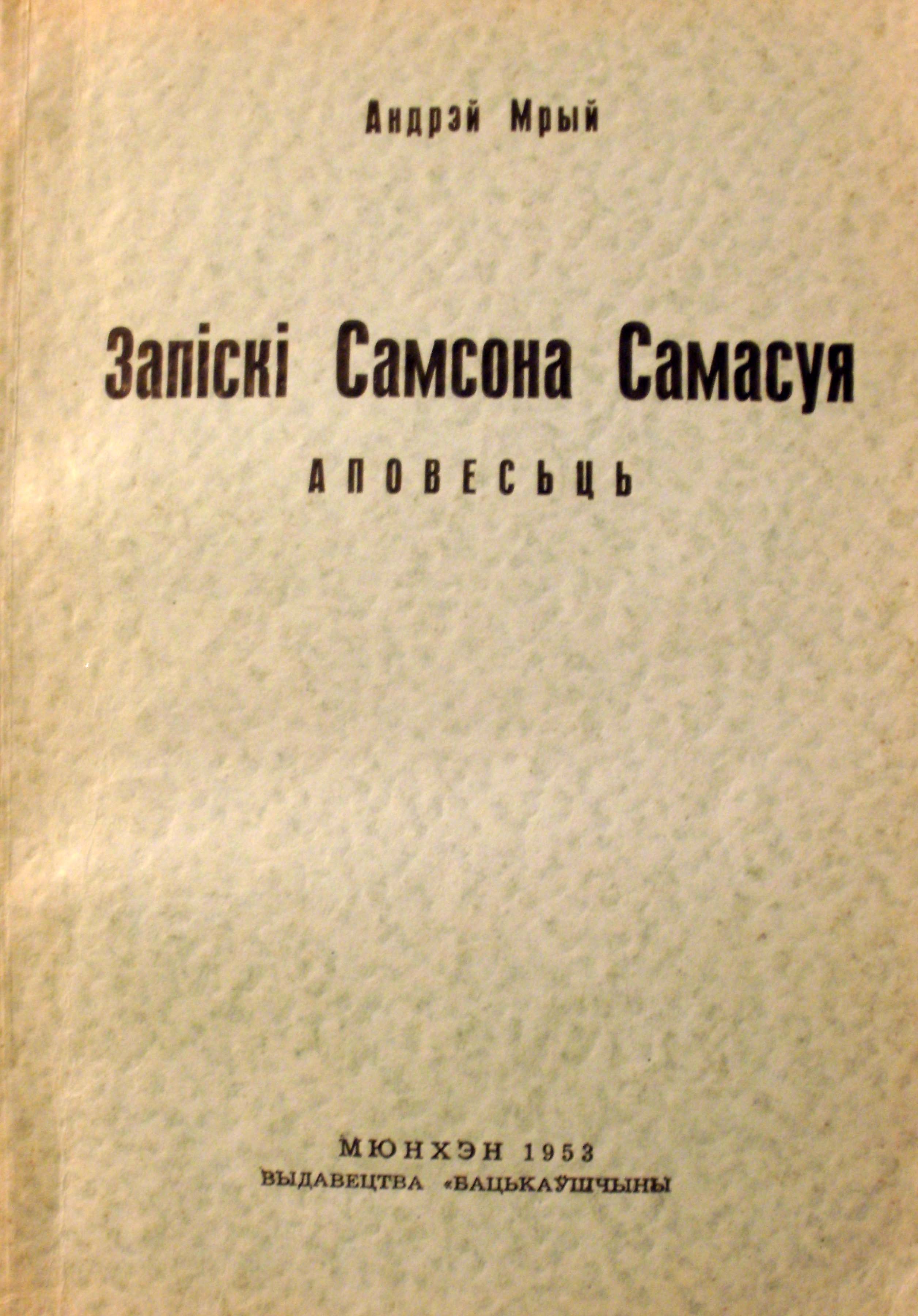
Нотатки Самсона Самасуя, видані 1953, Мюнхен

Публікувався з 1924 року. З родичами створив у Краснопіллі театр; видавав рукописний журнал «Пралеска». Збирав народну лексику, надсилав її в словникову комісію Інбелкульту. В серпні 1926 року виїхав до Мінська, де на пропозицію  Змітрока Бядулі став співробітником журналу «Наш край», потім інспектором Центрального бюро краєзнавства Білорусі. З 1933 року стильредактором в газеті «Зьвязда». Член літературного об'єднання «Ўзвышша» (з 1929 року; друкувався в однойменному журналі з 1927 року).
У 1929 році написав сатиричний роман «Записки Самсона Самасуя», який був оголошений «злісним пасквілем на радянську дійсність» (повністю опублікований у 1988: Полымя, №1; екранізований у 1990: «Пратарчака жыцьця, або Запіскі Самсона Самасуя»).

## Твори
- Запіскі Самсона Самасуя. — Мюнхэн, 1953.
- Творы. — Менск, 1993.